# 唐泰 (洪武進士)
唐泰（？—？），字亨仲，福建侯官（今福州市區）人。明朝政治人物、進士。

## 生平
洪武二十六年，福建癸酉乡试中舉。洪武二十一年，登戊辰科會試中進士，授行人，擢浙江按察司佥事。永樂年間，官至陝西按察副使。闽中十才子之一。有《善鳴集》10卷。